# Coelioxys zonula
Coelioxys zonula är en biart som beskrevs av Smith 1854. Coelioxys zonula ingår i släktet kägelbin, och familjen buksamlarbin. Inga underarter finns listade i Catalogue of Life.